# Kvarteret Orgelpipan

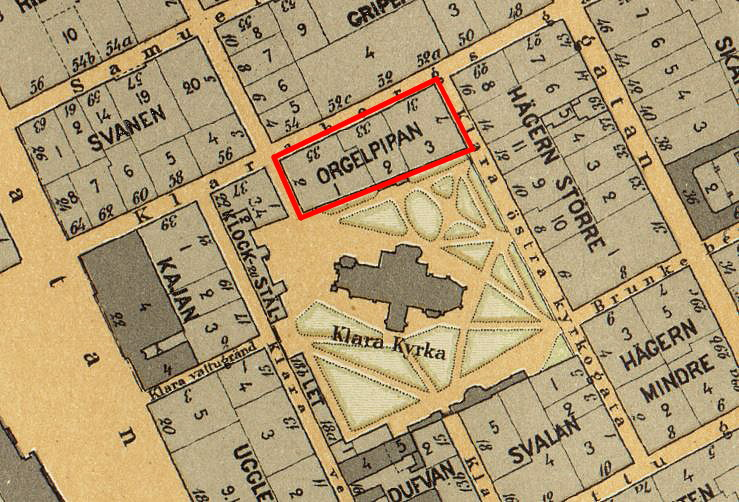
Kvarteret Orgelpipans ursprungliga storlek, 1899.

Kvarteret Orgelpipan ligger på Norrmalm i Stockholm. Kvarteret består i dag av sex fastigheter: Orgelpipan 4, 5, 6, 7, 9 och 10 som ligger norr och söder om Klarabergsgatan och begränsas i väster av Vasagatan. Den största fastigheten är Orgelpipan 10 som avser Klara kyrka. Orgelpipan 9 är kyrkans kanslibyggnad, invigd 1986.

## Historik
Kvartersnamnet Orgelpipan finns redan med på Petrus Tillaeus karta från 1733. Det avsåg dock en mycket mindre del än dagens och motsvarade ungefär nuvarande Orgelpipan 4. Namnet har, liksom kvartersnamnen Klockstället och Klockaren, säkerligen inspirerats av den här belägna Klara kyrka. I samband med Norrmalmsregleringen genomgick kvarteret en omfattande förändring. Numera är Orgelpipan inget sammanhängande kvarter längre utan inkluderar även det tidigare kvarteret Svanen som ligger norr om Klarabergsgatan och det tidigare Kajan vid Vasagatan.

## Byggnader i kvarteret

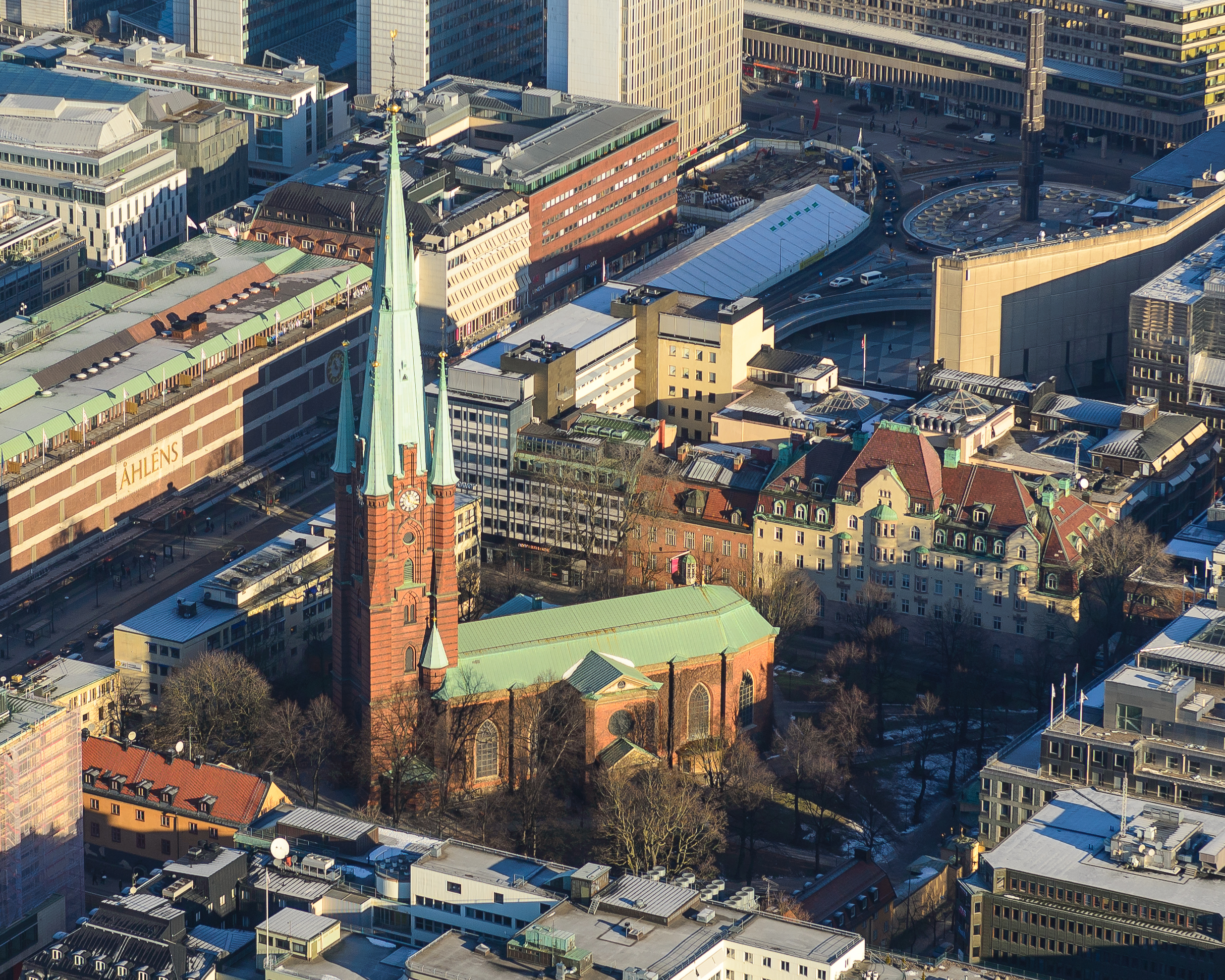
Orgelpipan 10 (Klara kyrka)

- Orgelpipan 4 (kontors- och affärshus), Klarabergsgatan 33–35, uppfördes 1955–1956.[1]
  - Koordinater: 59°19′54″N 18°3′41″Ö / 59.33167°N 18.06139°Ö
- Orgelpipan 5 (kontors- och affärshus), Klarabergsgatan 37, uppfördes 1959.[2]
  - Koordinater: 59°19′53.2″N 18°3′36.9″Ö / 59.331444°N 18.060250°Ö
- Orgelpipan 6 (Hotel Continental), Vasagatan / Klarabergsgatan, uppfördes 2013–2016.[3]
  - Koordinater: 59°19′52.05″N 18°3′34.55″Ö / 59.3311250°N 18.0595972°Ö
- Orgelpipan 7 (kontors- och affärshus), Klarabergsgatan 56–64, uppfördes 1962–1965.[4]
  - Koordinater: 59°19′54″N 18°3′33″Ö / 59.33167°N 18.05917°Ö
- Orgelpipan 9 (Klara kyrkas kanslibyggnad), Klara södra kyrkogata 20, uppfördes 1983–1986.[5]
  - Koordinater: 59°19′50.18″N 18°3′41″Ö / 59.3306056°N 18.06139°Ö
- Orgelpipan 10 (Klara kyrka), uppfördes under 1500-talets andra hälft.[6]
  - Koordinater: 59°19′52″N 18°3′42″Ö / 59.33111°N 18.06167°Ö

## Bilder

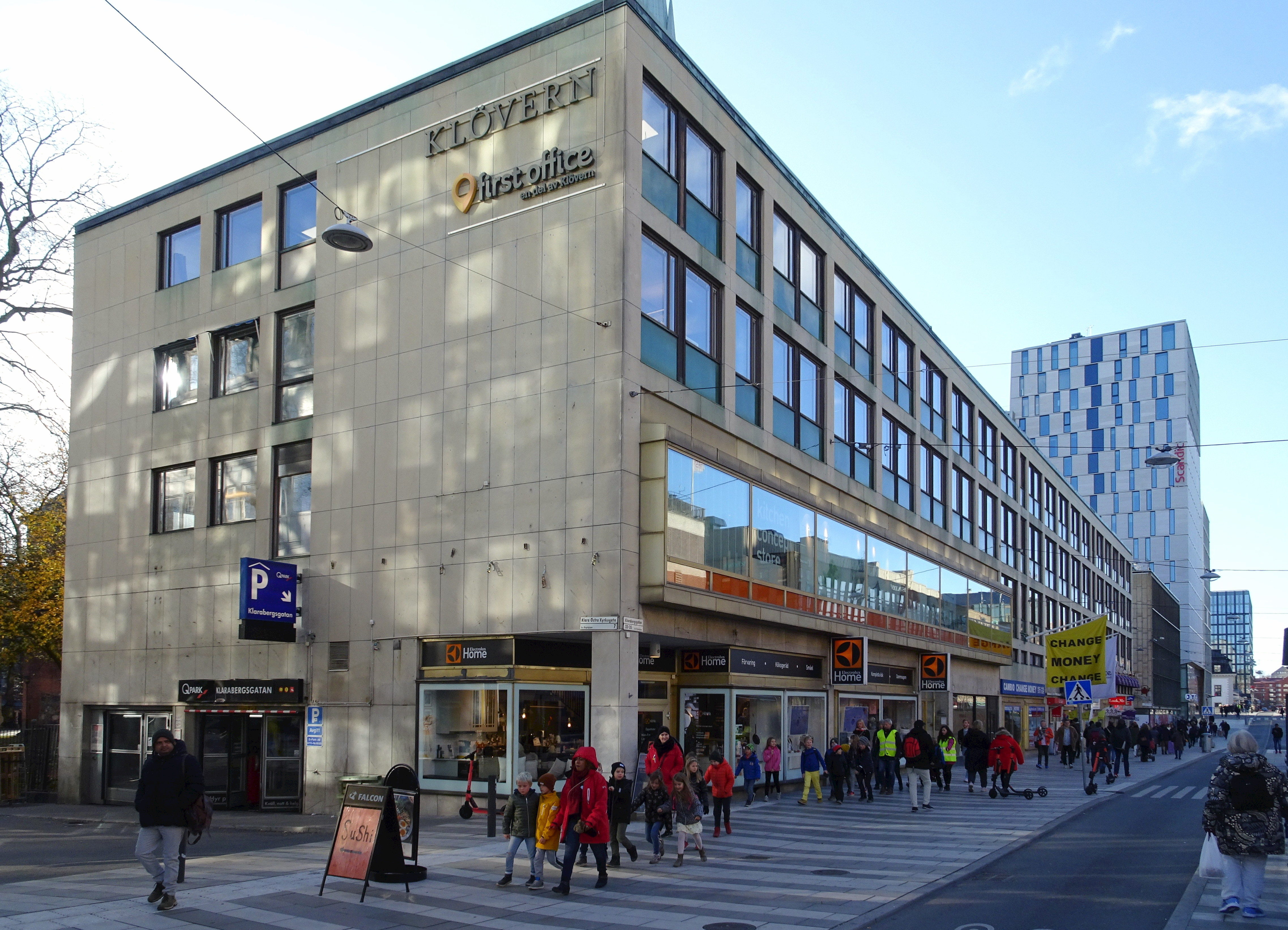
Orgelpipan 4
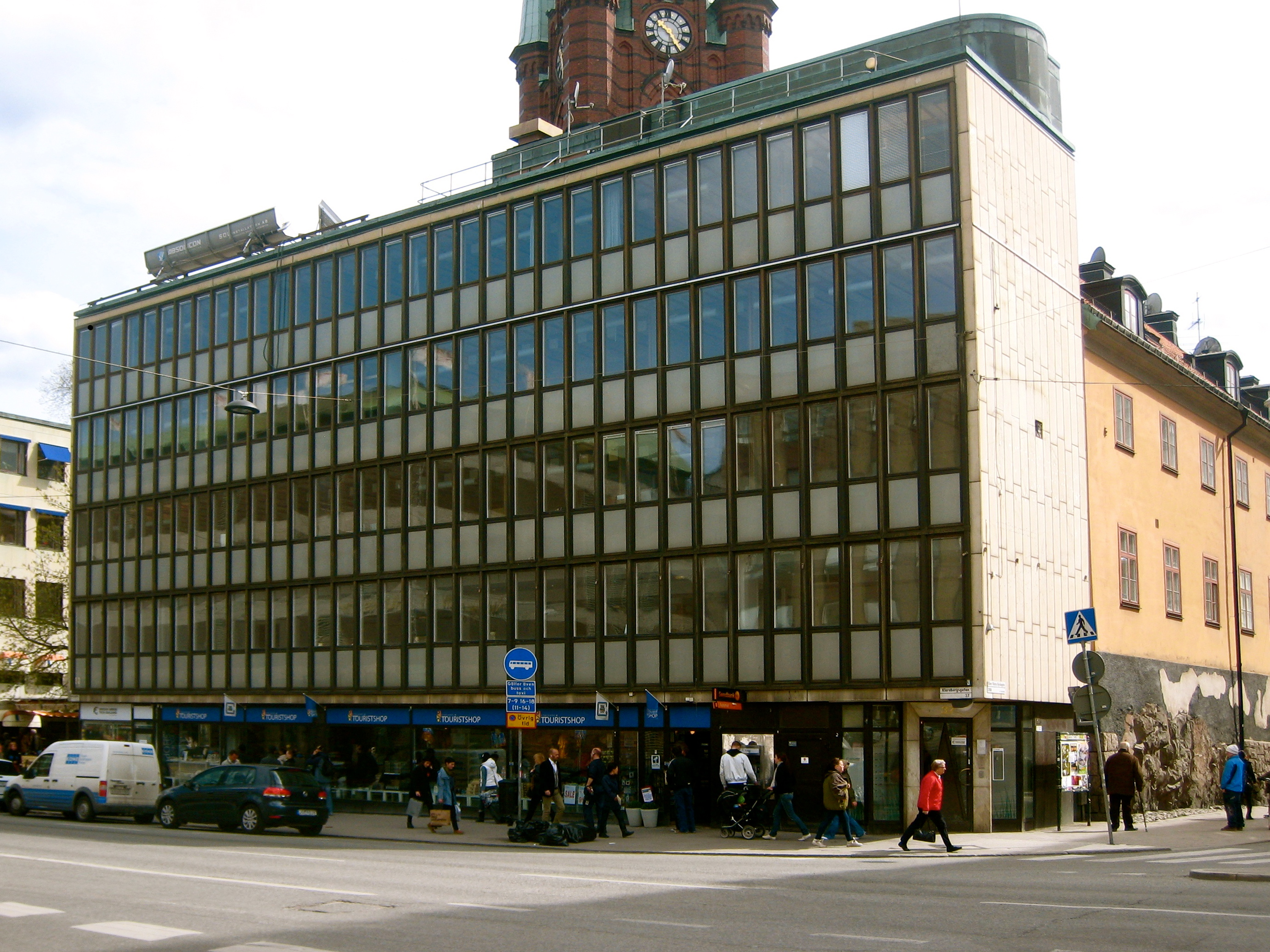
Orgelpipan 5
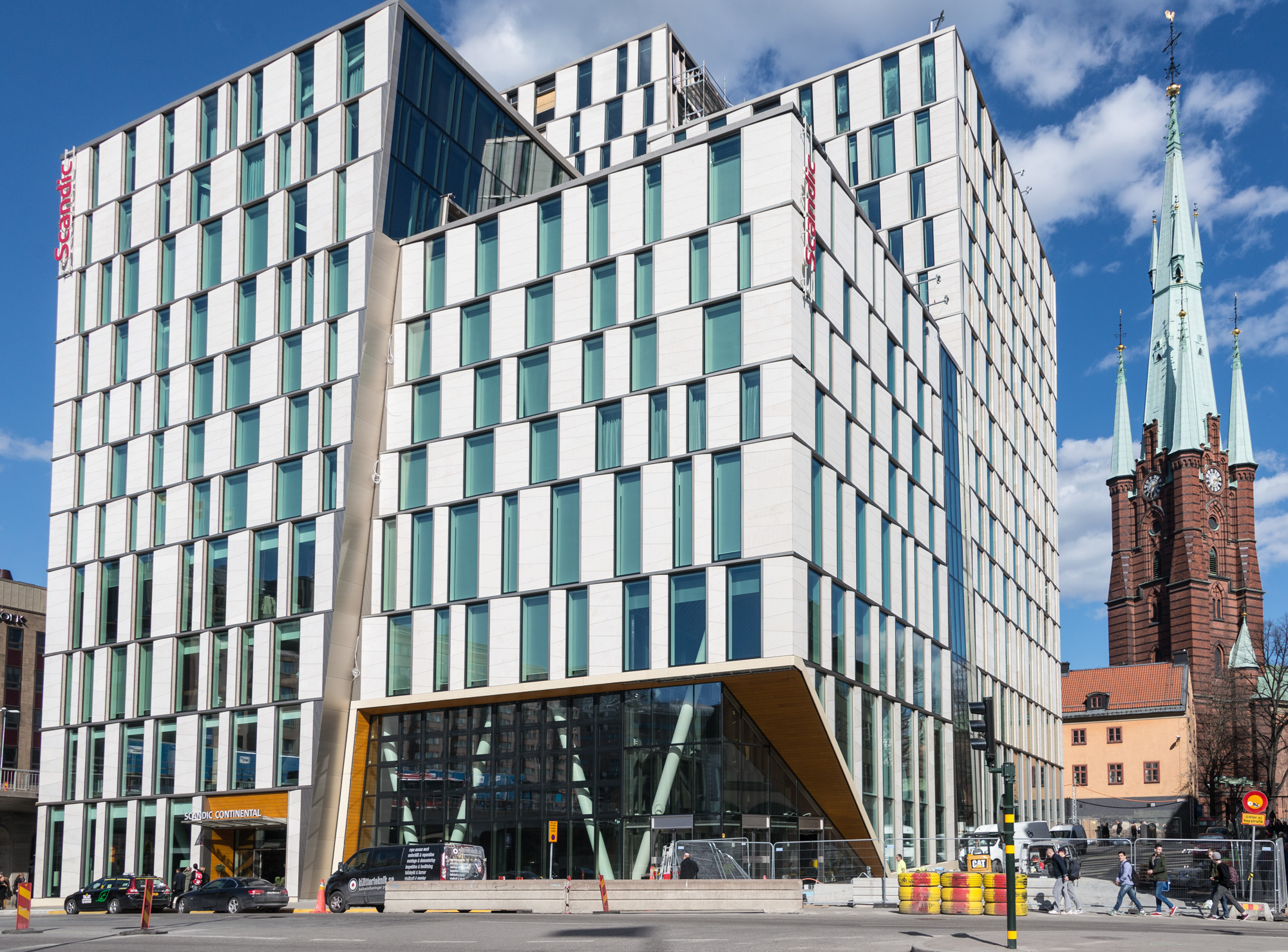
Orgelpipan 6
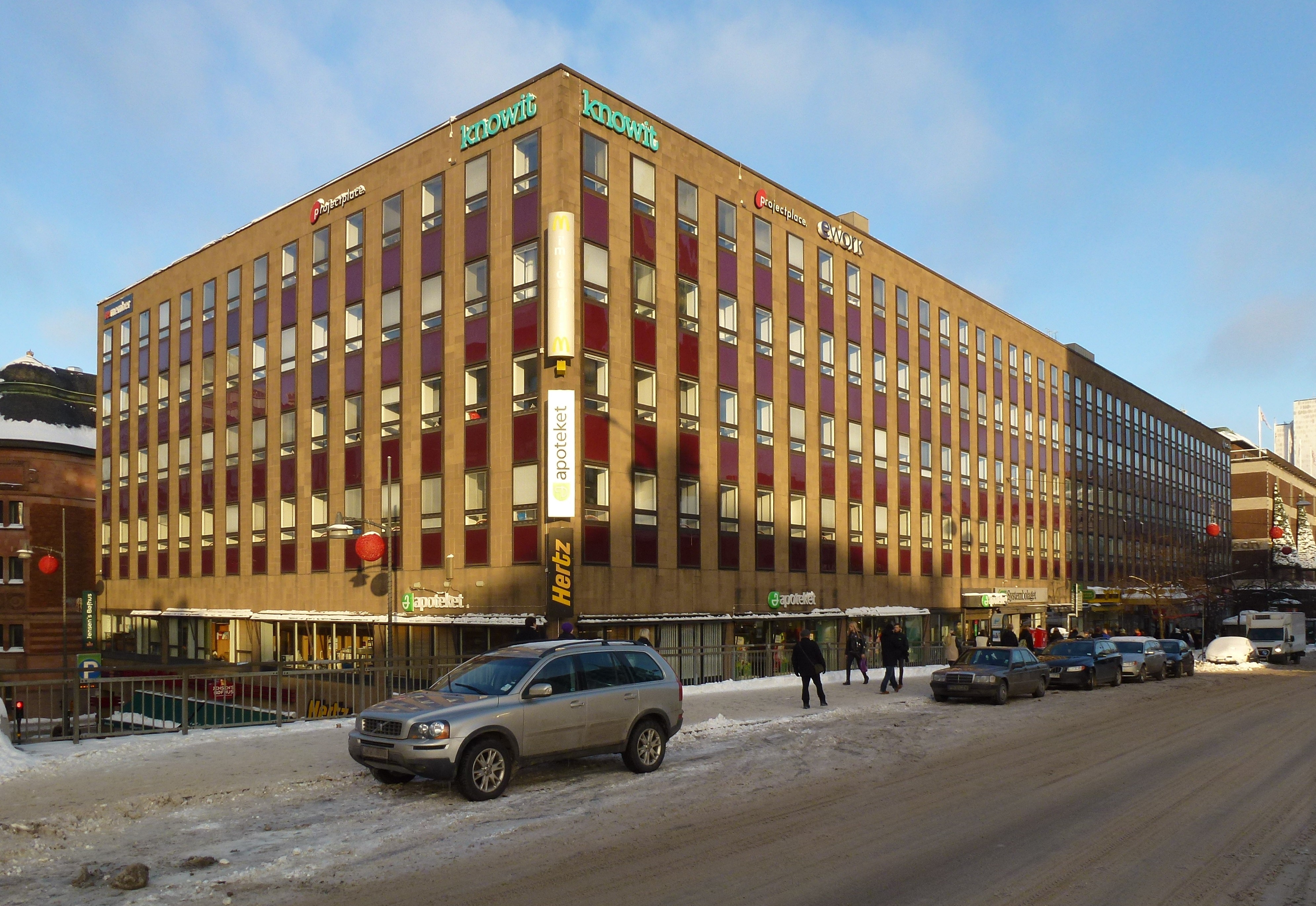
Orgelpipan 7
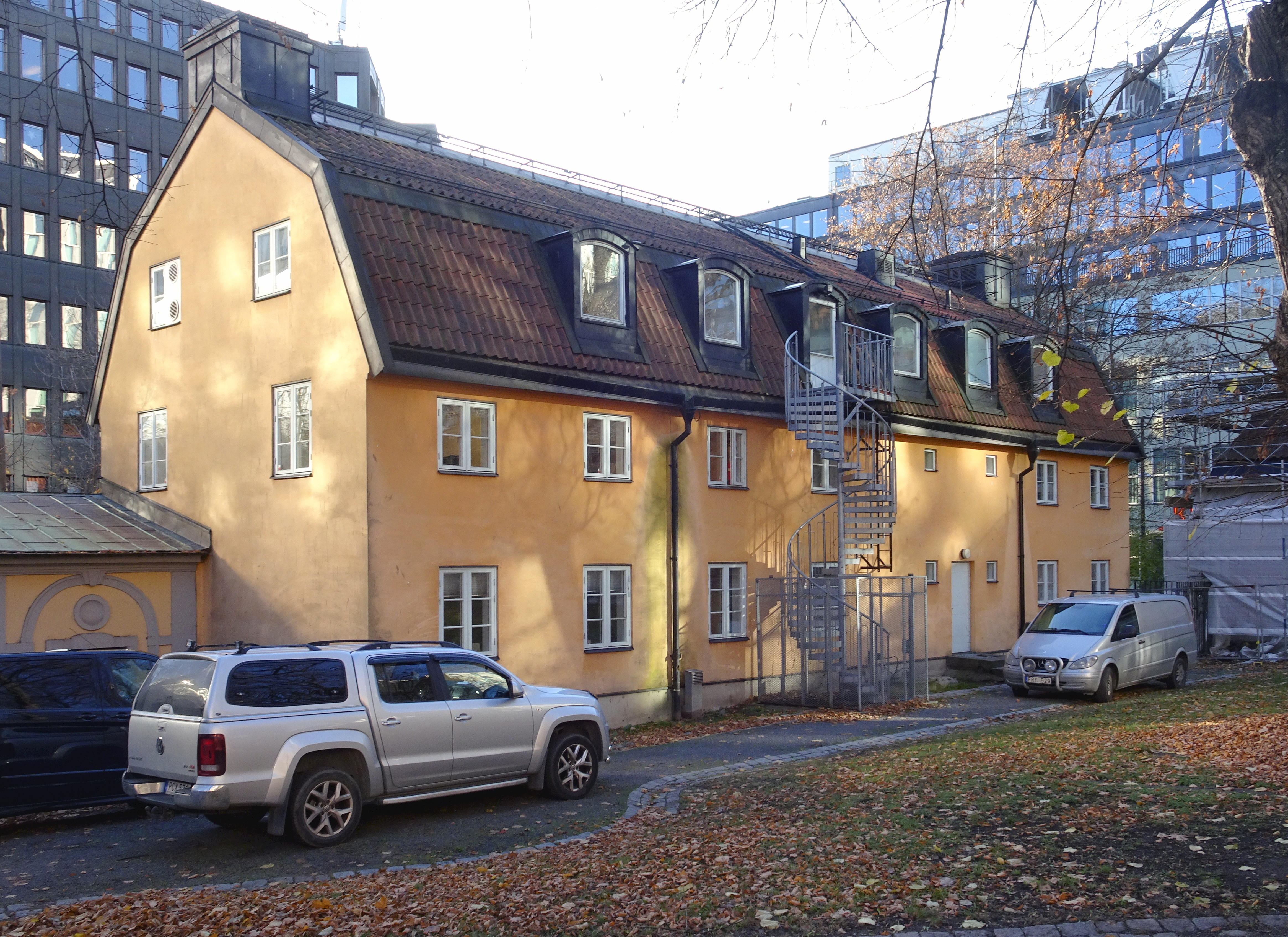
Orgelpipan 9